# Gia Hiệp
Gia Hiệp là một xã thuộc huyện Di Linh, tỉnh Lâm Đồng, Việt Nam.

## Địa lý
Xã Gia Hiệp có diện tích 47,50 km², dân số năm 2022 là 13.364 người, mật độ dân số đạt 281 người/km².

## Lịch sử
Ngày 6 tháng 3 năm 1984, Hội đồng Bộ trưởng ban hành Quyết định số 38-HĐBT về việc thành lập xã Tam Bố trên cơ sở các thôn: IV, V, Hiệp Thành của xã Gia Hiệp.
Xã Gia Hiệp còn lại các thôn: I, II, III, Gia Lành, Phú Hiệp.
Ngày 21 tháng 1 năm 2020, HĐND tỉnh Lâm Đồng ban hành Nghị quyết số 166/NQ-HĐND về việc:
- Thành lập Thôn 5 trên cơ sở một phần Thôn 5A và Thôn 5B.
- Sáp nhập phần còn lại của Thôn 5A vào thôn Gia Lành.